# دانيل يوهاس
دانيل يوهاس (بالمجرية: Juhász Dániel)‏ هو لاعب كرة قدم مجري في مركز الدفاع، ولد في 17 مايو 1992 في بودابست في المجر. شارك مع منتخب المجر تحت 21 سنة لكرة القدم. أما مع النوادي، فقد لعب مع زالايغيرزيغي تورنا إغيليت ونادي باكسي.